# Michelle Gisin
Michelle Gisin (født 5. december 1993) er en schweizisk alpin skiløber. Hun repræsenterede sit land under vinter-OL 2014 i Sochi, hvor hendes bedste resultat var nummer 28 i alpint skiløb.
Hun tog guld i alpin superkombination under vinter-OL 2018. Ved vinter-OL 2022 i Beijing forsvarede hun guldet i kombinationen og tog bronze i super-G.